# Ugia egcarsia
Ugia egcarsia är en fjärilsart som beskrevs av George Thomas Bethune-Baker 1911. Ugia egcarsia ingår i släktet Ugia och familjen nattflyn. Inga underarter finns listade i Catalogue of Life.